# Pantoporia plagiosa
Pantoporia plagiosa är en fjärilsart som beskrevs av Moore 1878. Pantoporia plagiosa ingår i släktet Pantoporia och familjen praktfjärilar. Inga underarter finns listade i Catalogue of Life.